# فرناندا رومرو
فرناندا رومِرو (اسپانیایی: Fernanda Romero‎؛ زادهٔ ۱ ژانویهٔ ۱۹۸۳)، بازیگر، مدل و خواننده اهل مکزیک است. 
در سال ۲۰۱۰، رومرو به اتهام کلاهبرداری مهاجرتی دستگیر شد و متهم به ازدواج صوری برای اخذ اقامت قانونی در ایالات متحده آمریکا شد. او و همسر صوری‌اش، که یک موسیقی‌دان بود، در خانه‌های جداگانه خود دستگیر و محاکمه شدند، جایی که رومرو متهم به پرداخت ۵۰۰۰ دلار به نامزد صوری‌اش برای ازدواج شد. او توسط هیئت منصفه مجرم شناخته نشد، اما در خارج محکمه به توافق رسیدند و به جرم سبک‌تری اعتراف کرد و به ۳۰ روز زندان محکوم شد.
او در فیلم ۳ گیزرز! بازی کرده است.